# Plano Universitário Duplo de Primeira Classe
A Universidade de Primeira Classe Mundial e a Construção da Disciplina Académica de Primeira Classe (chinês: 世界一流大学和一流学科建设), combinadas e conhecidas como Primeira Classe Dupla (chinês: 双一流, pinyin: shuāngyīliú), são iniciativas de desenvolvimento para o ensino terciário, projetadas pelo governo da República Popular da China em 2015, que visam desenvolver de forma abrangente as universidades chinesas de elite em instituições de classe mundial, por meio do desenvolvimento e fortalecimento dos seus departamentos universitários individuais até ao final de 2050. O Plano Universitário Duplo de Primeira Classe realizou disposições para o desenvolvimento das instituições de ensino superior da China. As universidades incluídas neste plano são denominadas como Universidades de Primeira Classe Dupla.
As Universidades de Primeira Classe Dupla são consideradas as instituições de elite do ensino superior chinês, e representam 5% das melhores universidades e faculdades da China continental.

## História
Em outubro de 2015, o Conselho de Estado da República Popular da China publicou o Plano Geral de Promoção da Construção de Universidades e Disciplinas de Primeira Classe Mundial (Plano Geral para o Plano Universitário Duplo de Primeira Classe), que elaborou disposições para o desenvolvimento do ensino superior da China, tendo substituído os projetos anteriores, que incluem o Projeto 211, Projeto 985, Projeto Característico de Disciplinas-Chave, etc.
Em setembro de 2017, a lista completa das universidades e as suas disciplinas do Plano Universitário Duplo de Primeira Classe foi publicada pelo Ministério da Educação, Ministério das Finanças e pela Comissão Nacional de Reforma e Desenvolvimento da China. De acordo com a lista, cento e quarenta universidades foram aprovadas como ‘Universidades de Primeira Classe Dupla’ pelo governo central da China. O Plano Universitário Duplo de Primeira Classe destaca o desenvolvimento geral das universidades, construindo e fortalecendo as suas faculdades e departamentos, e eventualmente, desenvolvendo as cento e quarenta universidades de elite listadas como universidades de classe mundial até ao ano de 2050.
O Plano Universitário Duplo de Primeira Classe representa uma nova maneira de classificar as universidades na China. Em 2019, o Ministério da Educação reiterou que ambos os Projetos 211 e 985 seriam abolidos e substituídos pelo Plano Universitário Duplo de Primeira Classe.
Em dezembro de 2021, durante a vigésima terceira reunião da Comissão Central de Aprofundamento de Reformas Abrangentes, presidida pelo presidente chinês Xi Jinping, deliberou e aprovou 'algumas sugestões para promover ainda mais a construção das universidades e disciplinas de primeira classe'.
Em 2021, havia 3 012 universidades e faculdades na China continental, e as cento e quarenta Universidades de Primeira Classe Dupla representavam menos de 5% das instituições de ensino superior da China, representando a parte mais elitista do ensino superior deste país.

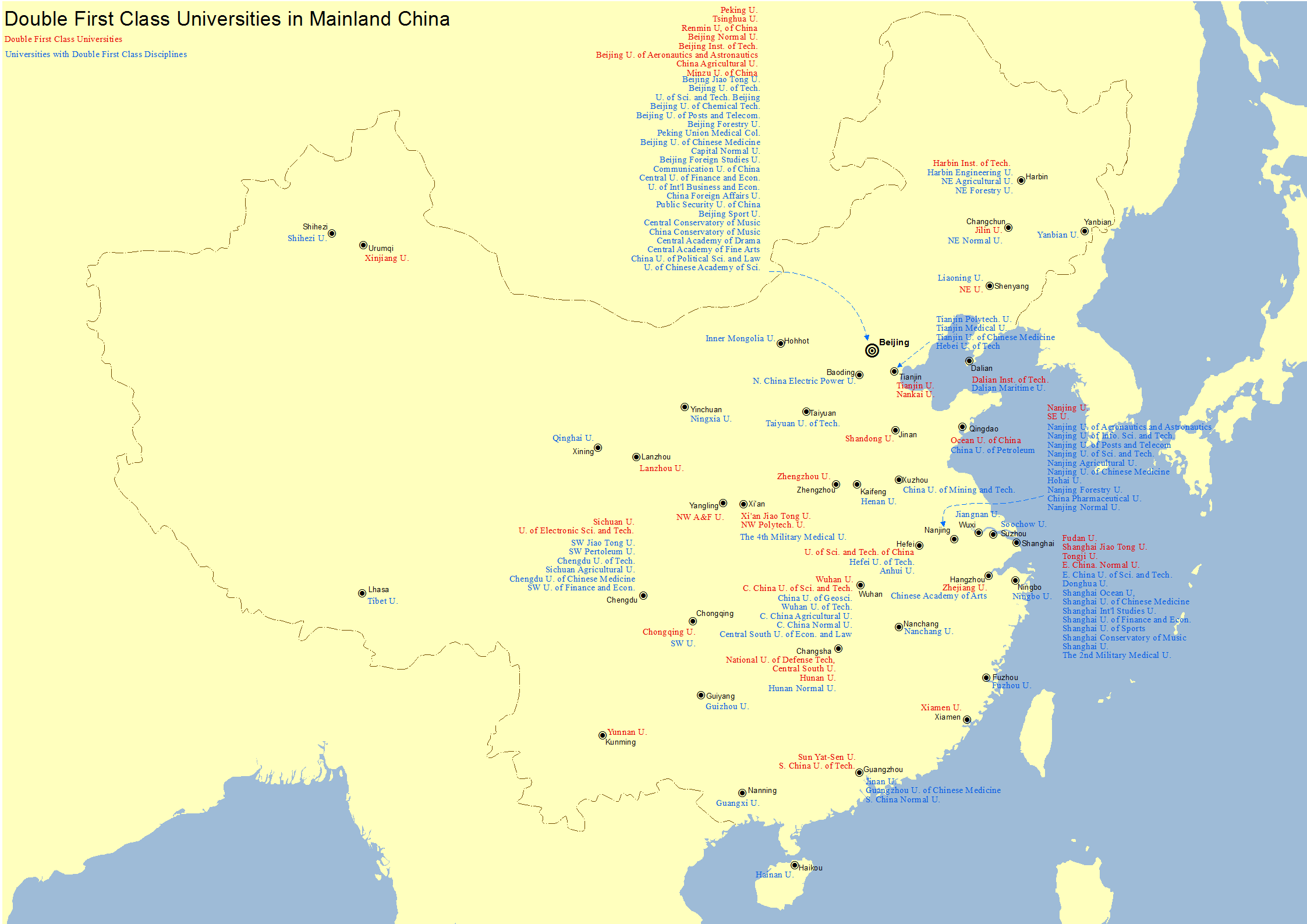
Mapa das Universidades de Primeira Classe Dupla da China.

## Universidades de Primeira Classe Dupla
Em 2021 havia cento e quarenta Universidades de Primeira Classe Dupla na China. A lista das universidades e disciplinas das Classes A, B e da Classe Dupla do Plano Universitário Duplo de Primeira Classe foi emitida pelo Ministério da Educação, Ministério das Finanças e pela Comissão Nacional de Reforma e Desenvolvimento da China sem qualquer classificação nas listas (pelo "código académico").

### Classe A (36 universidades)
- Universidade Beihang (北京航空航天大学)

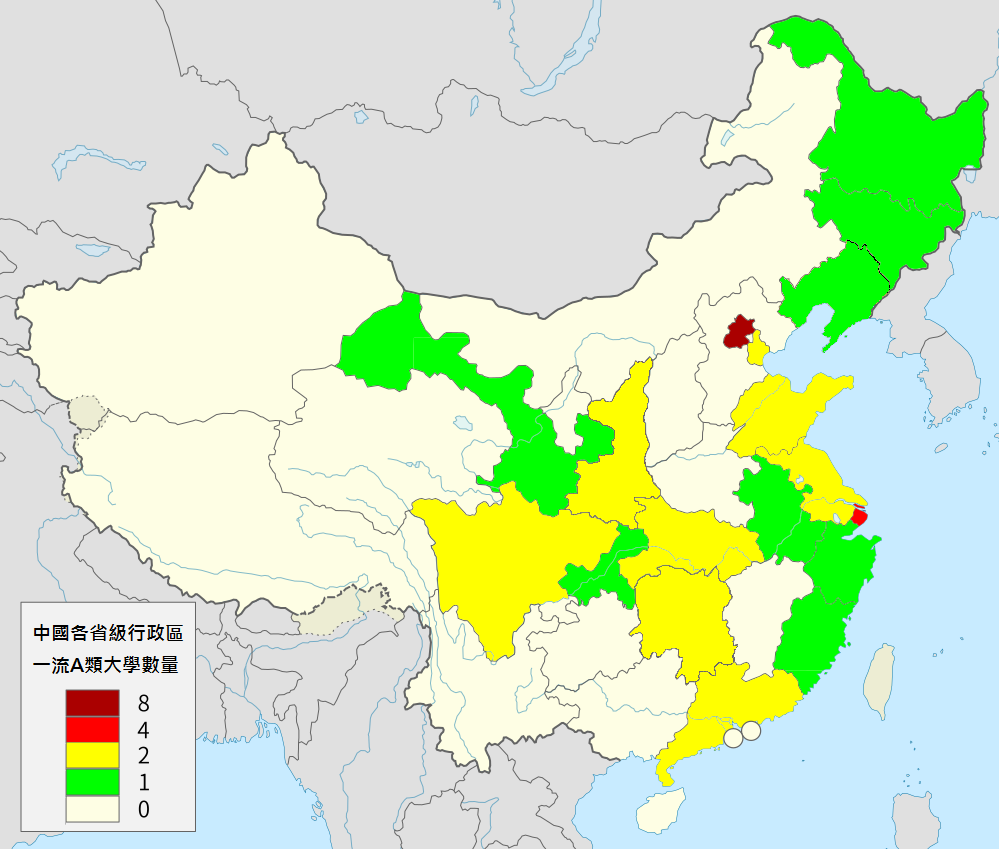
Classe A por província.

- Instituto de Tecnologia de Pequim (北京理工大学)
- Universidade Normal de Pequim (北京师范大学)
- Universidade Centro-Sul (中南大学)
- Universidade Agrícola da China (中国农业大学)
- Universidade de Xunquim (重庆大学)
- Universidade Tecnológica de Dalian (大连理工大学)
- Universidade Normal do Leste da China (华东师范大学)
- Universidade Fudan (复旦大学)
- Instituto de Tecnologia de Harbin (哈尔滨工业大学)
- Universidade de Ciência e Tecnologia de Huazhong (华中科技大学)
- Universidade de Jilin (吉林大学)
- Universidade de Lanzhou (兰州大学)
- Universidade Minzu da China (中央民族大学)
- Universidade de Nanquim (南京大学)
- Universidade de Nankai (南开大学)
- Universidade Nacional de Tecnologia de Defesa (国防科技大学)
- Universidade Politécnica do Noroeste (西北工业大学)
- Universidade Oceano da China (中国海洋大学)
- Universidade de Pequim (北京大学)
- Universidade Renmin da China (中国人民大学)
- Universidade de Xantum (山东大学)
- Universidade Jiao Tong de Xangai (上海交通大学)
- Universidade de Sujuão (四川大学)
- Universidade Tecnológica da China Meridional (华南理工大学)
- Universidade do Sudeste (东南大学)
- Universidade Sun Yat-sen (中山大学)
- Universidade de Tianjin (天津大学)
- Universidade de Tongji (同济大学)
- Universidade Tsinghua (清华大学)
- Universidade de Ciência Eletrónica e Tecnologia da China (电子科技大学)
- Universidade de Ciência e Tecnologia da China (中国科学技术大学)
- Universidade de Uane (武汉大学)
- Universidade Jiaotong de Xiam (西安交通大学)
- Universidade de Xiamen (厦门大学)
- Universidade de Chequião (浙江大学)

### Classe B (6 universidades)

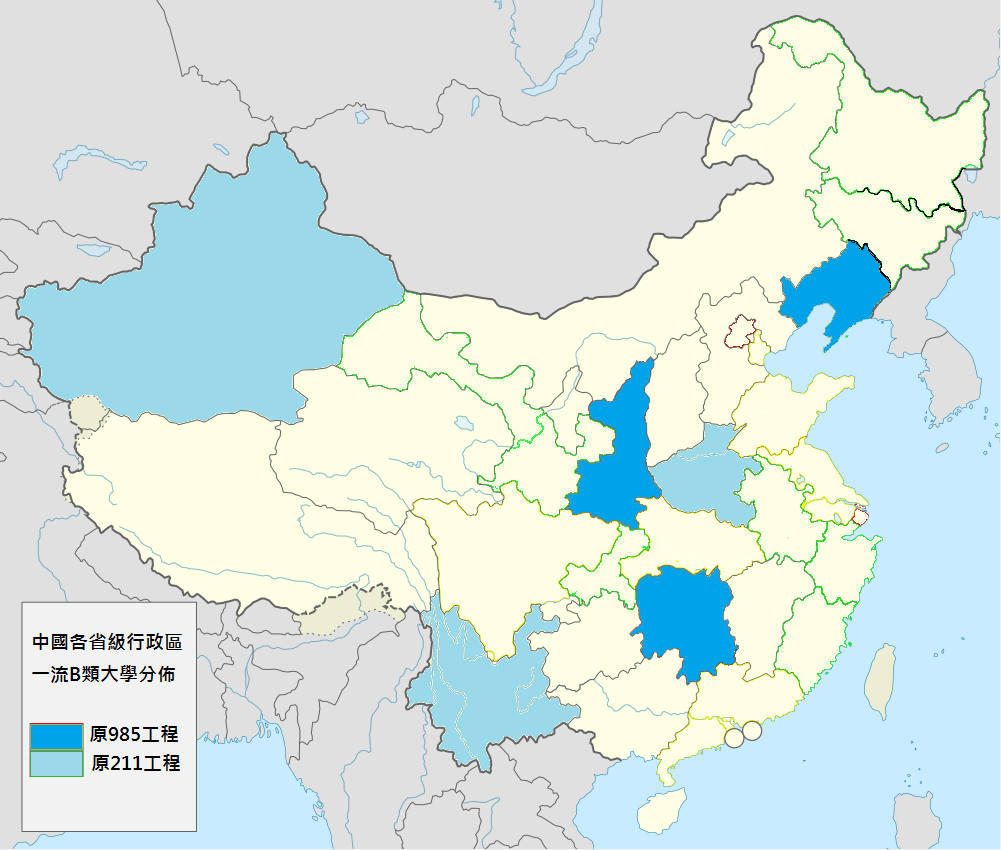
Classe B por província.

- Universidade de Hunão (湖南大学)
- Universidade A&F do Noroeste (西北农林科技大学)
- Universidade do Nordeste (东北大学)
- Universidade de Sinquião (新疆大学)
- Universidade de Iunão (云南大学)
- Universidade de Zhengzhou (郑州大学)

### Universidades e Disciplinas de Primeira Classe Dupla (95 universidades)
- Universidade de Anhui (安徽大学)

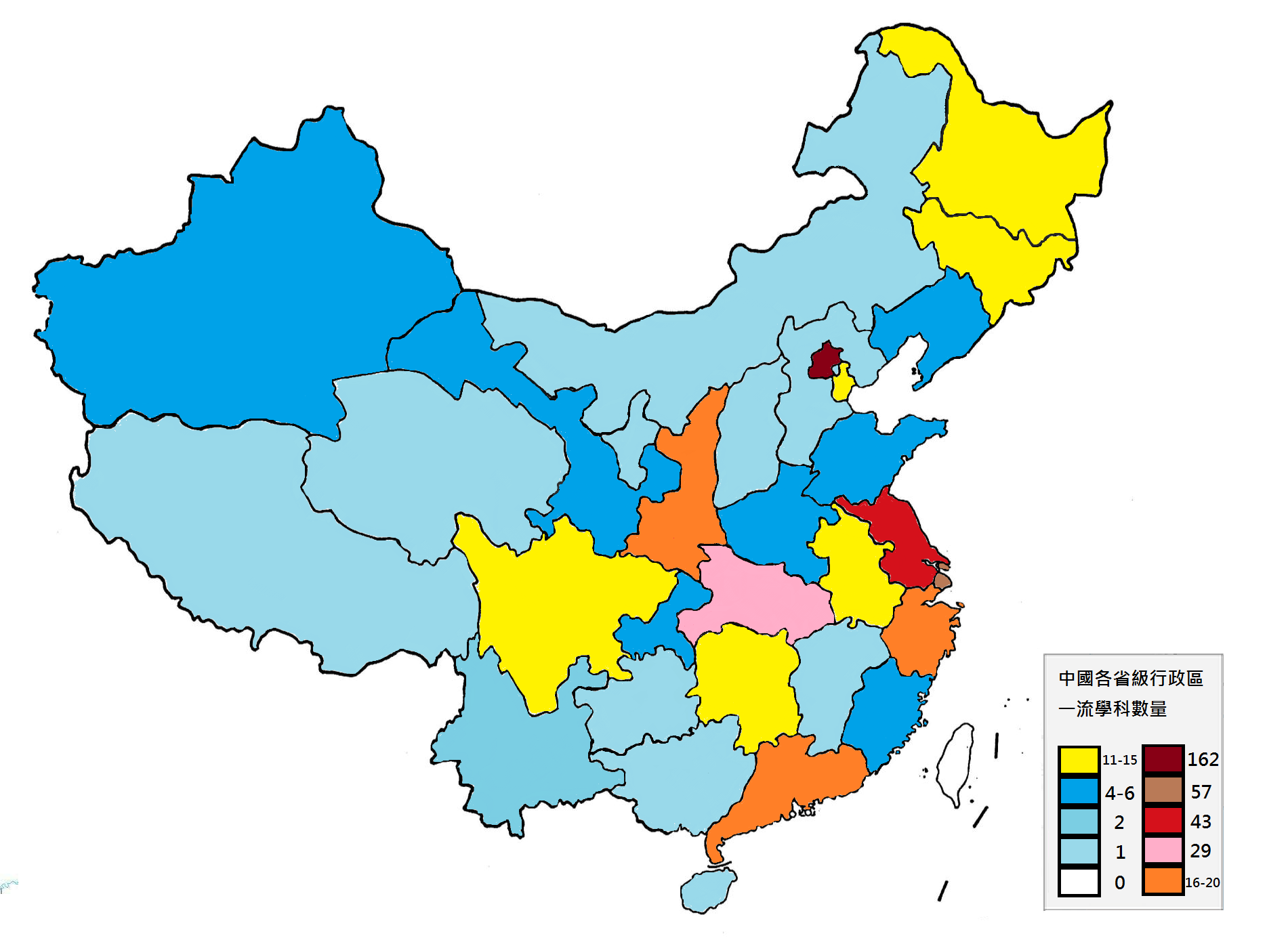
Universidades e Disciplinas de Primeira Classe Dupla por província.

- Universidade de Estudos Estrangeiros de Pequim (北京外国语大学)
- Universidade Florestal de Pequim (北京林业大学)
- Universidade Jiaotong de Pequim (北京交通大学)
- Universidade Desportiva de Pequim (北京体育大学)
- Universidade de Tecnologia Química de Pequim (北京化工大学)
- Universidade de Medicina Chinesa de Pequim (北京中医药大学)
- Universidade dos Correios e Telecomunicações de Pequim (北京邮电大学)
- Universidade Tecnológica de Pequim (北京工业大学)
- Universidade Normal da Capital (首都师范大学)
- Academia Central de Drama (中央戏剧学院)
- Academia Central de Belas Artes (中央美术学院)
- Universidade Normal da China Central (华中师范大学)
- Conservatório Central de Música (中央音乐学院)
- Universidade Central de Finanças e Economia (中央财经大学)
- Universidade de Xiam (长安大学)
- Universidade Tecnológica de Chengdu (成都理工大学)
- Universidade de Medicina Tradicional Chinesa de Chengdu (成都中医药大学)
- Academia de Arte da China (中国美术学院)
- Conservatório de Música da China (中国音乐学院)
- Universidade dos Negócios Estrangeiros da China (外交学院)
- Universidade Farmacêutica da China (中国药科大学)
- Universidade de Geociências da China (Uane) (中国地质大学(武汉))
- Universidade de Geociências da China (Pequim) (中国地质大学(北京))
- Universidade de Mineração e Tecnologia da China (中国矿业大学)
- Universidade de Mineração e Tecnologia da China (Pequim) (中国矿业大学(北京))
- Universidade Petrolífera da China (Pequim) (中国石油大学(北京))
- Universidade Petrolífera da China (Huadong) (中国石油大学(华东))
- Universidade de Ciência Política e Direito da China (中国政法大学)
- Universidade de Comunicação da China (中国传媒大学)
- Universidade Marítima de Dalian (大连海事大学)
- Universidade de Donghua (东华大学)
- Universidade de Ciência e Tecnologia da China Oriental (华东理工大学)
- Universidade de Fucheu (福州大学)
- Universidade de Quancim (广西大学)
- Universidade de Medicina Chinesa de Cantão (广州中医药大学)
- Universidade de Guizhou (贵州大学)
- Universidade de Ainão (海南大学)
- Universidade de Engenharia de Harbin (哈尔滨工程大学)
- Universidade Tecnológica de Hebei (河北工业大学)
- Universidade Tecnológica de Hefei (合肥工业大学)
- Universidade de Honão (河南大学)
- Universidade Hohai (河海大学)
- Universidade Agrícola de Huazhong (华中农业大学)
- Universidade Normal de Hunão (湖南师范大学)
- Universidade da Mongólia Interior (内蒙古大学)
- Universidade de Jiangnan (江南大学)
- Universidade de Jinan (暨南大学)
- Universidade de Liaoningue (辽宁大学)
- Universidade de Nanchang (南昌大学)
- Universidade Agrícola de Nanquim (南京农业大学)
- Universidade Florestal de Nanquim (南京林业大学)
- Universidade Normal de Nanquim (南京师范大学)
- Universidade de Aeronáutica e Astronáutica de Nanquim (南京航空航天大学)
- Universidade de Medicina Chinesa de Nanquim (南京中医药大学)
- Universidade de Ciência e Tecnologia da Informação de Nanquim (南京信息工程大学)
- Universidade dos Correios e Telecomunicações de Nanquim (南京邮电大学)
- Universidade de Ciência e Tecnologia de Nanquim (南京理工大学)
- Universidade de Liampó (宁波大学)
- Universidade de Ninxiá (宁夏大学)
- Universidade de Energia Elétrica do Norte da China (华北电力大学)
- Universidade Agrícola do Nordeste (东北农业大学)
- Universidade Florestal do Nordeste (东北林业大学)
- Universidade Normal do Nordeste (东北师范大学)
- Universidade do Noroeste (西北大学)
- Faculdade de Medicina da União de Pequim (北京协和医学院)
- Universidade Popular de Segurança Pública da China (中国人民公安大学)
- Universidade de Chingai (青海大学)
- Segunda Universidade Médica Militar (第二军医大学)
- Universidade Normal de Xianxim (陕西师范大学)
- Conservatório de Música de Xangai (上海音乐学院)
- Universidade de Estudos Internacionais de Xangai (上海外国语大学)
- Universidade Oceano de Xangai (上海海洋大学)
- Universidade de Xangai (上海大学)
- Universidade de Finanças e Economia de Xangai (上海财经大学)
- Universidade Desportiva de Xangai (上海体育学院)
- Universidade de Medicina Tradicional Chinesa de Xangai (上海中医药大学)
- Universidade de Shihezi (石河子大学)
- Universidade Agrícola de Sujuão (四川农业大学)
- Universidade de Sucheu (苏州大学)
- Universidade Normal da China Meridional (华南师范大学)
- Universidade Jiaotong do Sudoeste (西南交通大学)
- Universidade Petrolífera do Sudoeste (西南石油大学)
- Universidade do Sudoeste (西南大学)
- Universidade de Finanças e Economia do Sudoeste (西南财经大学)
- Universidade Tecnológica de Taiuã (太原理工大学)
- Quarta Universidade Médica Militar (第四军医大学)
- Universidade Médica de Tianjin (天津医科大学)
- Universidade de Tianjin (anteriormente designada por: Universidade Politécnica de Tianjin) (天津工业大学)
- Universidade de Medicina Tradicional Chinesa de Tianjin (天津中医药大学)
- Universidade do Tibete (西藏大学)
- Universidade da Academia Chinesa de Ciências (中国科学院大学)
- Universidade de Negócios Internacionais e Economia (对外经济贸易大学)
- Universidade de Ciência e Tecnologia de Pequim (北京科技大学)
- Universidade Tecnológica de Uane (武汉理工大学)
- Universidade de Xidian (西安电子科技大学)
- Universidade de Yanbian (延边大学)
- Universidade de Economia e Direito de Zhongnan (中南财经政法大学)

CUG e CUGB, UPC e CUP,  ou CUMT e CUMTB, são consideradas uma combinação na lista, respetivamente.
| Província         | Cidade        | Universidade |
| ----------------- | ------------- | --- |
| Pequim (34)       | Pequim (34)   | - Universidade de Estudos Estrangeiros de Pequim - Universidade Florestal de Pequim - Instituto de Tecnologia de Pequim - Universidade Jiaotong de Pequim - Universidade Normal de Pequim - Universidade Beihang - Universidade de Tecnologia Química de Pequim - Universidade de Medicina Chinesa de Pequim - Universidade dos Correios e Telecomunicações de Pequim - Universidade Tecnológica de Pequim - Universidade Normal da Capital - Academia Central de Drama - Academia Central de Belas Artes - Conservatório Central de Música - Universidade Central de Finanças e Economia - Universidade Agrícola da China - Conservatório de Música da China - Universidade dos Negócios Estrangeiros da China - Universidade de Geociências da China (Pequim) - Universidade Petrolífera da China (Pequim) - Universidade de Mineração e Tecnologia da China (Pequim) - Universidade de Ciência Política e Direito da China - Universidade de Comunicação da China - Universidade Minzu da China - Universidade de Energia Elétrica do Norte da China - Faculdade de Medicina da União de Pequim - Universidade de Pequim - Universidade Popular de Segurança Pública da China - Universidade Renmin da China - Universidade Tsinghua - Universidade da Academia Chinesa de Ciências - Universidade de Negócios Internacionais e Economia (Pequim) - Universidade de Ciência e Tecnologia de Pequim |
| Jiangsu (15)      | Xuzhou        | - Universidade de Mineração e Tecnologia da China |
| Jiangsu (15)      | Wuxi          | - Universidade de Jiangnan |
| Jiangsu (15)      | Sucheu        | - Universidade de Sucheu |
| Jiangsu (15)      | Nanquim (12)  | - Universidade Farmacêutica da China - Universidade Hohai - Universidade de Aeronáutica e Astronáutica de Nanquim - Universidade Agrícola de Nanquim - Universidade Florestal de Nanquim - Universidade Normal de Nanquim - Universidade de Nanquim - Universidade de Medicina Chinesa de Nanquim - Universidade de Ciência e Tecnologia da Informação de Nanquim - Universidade dos Correios e Telecomunicações de Nanquim - Universidade de Ciência e Tecnologia de Nanquim - Universidade do Sudeste |
| Xangai (14)       | Xangai (14)   | - Universidade de Donghua - Universidade Normal da China Oriental - Universidade de Ciência e Tecnologia da China Oriental - Universidade Fudan - Segunda Universidade Médica Militar - Conservatório de Música de Xangai - Universidade de Estudos Internacionais de Xangai - Universidade Jiao Tong de Xangai - Universidade Oceano de Xangai - Universidade de Xangai - Universidade de Medicina Chinesa de Xangai - Universidade de Finanças e Economia de Xangai - Universidade Desportiva de Xangai - Universidade de Medicina Tradicional Chinesa de Xangai - Universidade de Tongji |
| Xianxim (8)       | Xiam (7)      | - Universidade de Xiam - Quarta Universidade Médica Militar - Universidade Jiaotong de Xiam - Universidade de Xidian - Universidade Normal de Xianxim - Universidade do Noroeste - Universidade Politécnica do Noroeste |
| Xianxim (8)       | Xianyang      | - Universidade A&F do Noroeste |
| Sujuão (8)        | Chengdu (7)   | - Universidade Tecnológica de Chengdu - Universidade de Medicina Tradicional Chinesa de Chengdu - Universidade de Sujuão - Universidade Jiaotong do Sudoeste - Universidade Petrolífera do Sudoeste - Universidade de Finanças e Economia do Sudoeste - Universidade de Ciência Eletrónica e Tecnologia da China |
| Sujuão (8)        | Ya'an         | - Universidade Agrícola de Sujuão |
| Hubei (7)         | Uane (7)      | - Universidade de Geociências da China (Uane) - Universidade de Uane - Universidade de Ciência e Tecnologia de Huazhong - Universidade Tecnológica de Uane - Universidade Agrícola de Huazhong - Universidade Normal de Huazhong - Universidade de Economia e Direito de Zhongnan |
| Tianjin (6)       | Tianjin (6)   | - Universidade Tecnológica de Hebei - Universidade de Nankai - Universidade Médica de Tianjin - Universidade de Tiangong - Universidade de Tianjin - Universidade de Medicina Tradicional Chinesa de Tianjin |
| Cantão (5)        | Cantão (5)    | - Universidade de Medicina Chinesa de Cantão - Universidade de Jinan - Universidade Normal da China Meridional - Universidade Tecnológica da China Meridional - Universidade Sun Yat-sen |
| Hunão (4)         | Changsha (4)  | - Universidade Centro-Sul - Universidade Normal de Hunão - Universidade de Hunão - Universidade Nacional de Tecnologia de Defesa |
| Heilongjiang (4)  | Harbin (4)    | - Universidade de Engenharia de Harbin - Instituto de Tecnologia de Harbin - Universidade Agrícola do Nordeste - Universidade Florestal do Nordeste |
| Liaoningue (4)    | Shenyang (2)  | - Universidade de Liaoningue - Universidade do Nordeste |
| Liaoningue (4)    | Dalian (2)    | - Universidade Marítima de Dalian - Universidade Tecnológica de Dalian |
| Anhui (3)         | Hefei (3)     | - Universidade de Anhui - Universidade Tecnológica de Hefei - Universidade de Ciência e Tecnologia da China |
| Jilin (3)         | Changchun (2) | - Universidade de Jilin - Universidade Normal do Nordeste |
| Jilin (3)         | Yanji         | - Universidade de Yanbian |
| Xantum (3)        | Qingdao (2)   | - Universidade Oceano da China - Universidade Petrolífera da China (Huadong) |
| Xantum (3)        | Jinan         | - Universidade de Xantum |
| Chequião (3)      | Hancheu (2)   | - Academia de Arte da China - Universidade de Chequião |
| Chequião (3)      | Liampó        | - Universidade de Liampó |
| Xunquim (2)       | Xunquim (2)   | - Universidade de Xunquim - Universidade do Sudoeste |
| Fuquiém (2)       | Xiamen        | - Universidade de Xiamen |
| Fuquiém (2)       | Fucheu        | - Universidade de Fucheu |
| Honão (2)         | Kaifeng       | - Universidade de Honã |
| Honão (2)         | Zhengzhou     | - Universidade de Zhengzhou |
| Sinquião (2)      | Shihezi       | - Universidade de Shihezi |
| Sinquião (2)      | Ürümqi        | - Universidade de Xinjião |
| Guizhou           | Guiyang       | - Universidade de Guizhou |
| Cansu             | Lanzhou       | - Universidade de Lanzhou |
| Ainão             | Haikou        | - Universidade de Ainão |
| Jiangxi           | Nanchang      | - Universidade de Nanchang |
| Chingai           | Xining        | - Universidade de Chingai |
| Xanxim            | Taiuã         | - Universidade Tecnológica de Taiuã |
| Iunão             | Kunming       | - Universidade de Iunã |
| Chequião          | Hancheu       | - Universidade de Chequião |
| Quancim           | Nanning       | - Universidade de Quancim |
| Mongólia Interior | Hohhot        | - Universidade da Mongólia Interior |
| Ninxiá            | Yinchuan      | - Universidade de Ninxiá |
| Tibete            | Lassa         | - Universidade do Tibete |

## Avaliação
O Plano Universitário Duplo de Primeira Classe sublinha o reforço das disciplinas e faculdades das universidades para transformar as universidades de elite chinesas listadas como universidades de classe mundial.
A 18 de setembro de 2020, os membros do grupo de especialistas da avaliação da "Primeira Classe Dupla", que foram chefiados por Lin Huiqing, o então presidente do Comité de Especialistas em Educação Médica do Ministério da Educação, e ex-vice-ministro da Educação, concordaram por unanimidade que a Universidade Tsinghua seria estabelecida de forma total como uma universidade de classe mundial.